# Río Altamachi
Der Río Altamachi ist ein rechter Nebenfluss des Río Santa Elena an den Osthängen der Anden-Kordilleren in dem südamerikanischen Staat Bolivien.

## Verlauf
Der Río Altamachi trägt seinen Namen ab der Vereinigung des Río Misicuni mit dem Río Totorani bei der Ortschaft Altamachi in der Cordillera de Cocapata, er hat eine Länge von 149 Kilometern und gehört zum Flusssystem des Amazonas. Der Río Altamachi fließt auf den ersten 78 Kilometern weitgehend in nordöstlicher Richtung, trifft dann auf die Serranía de Mosetenes und folgt dann dem Verlauf dieses Höhenrückens in nordwestlicher Richtung. Nach insgesamt 149 Kilometern mündet der Fluss in den Río Santa Elena, der  weiter in nordwestlicher Richtung fließt und sich mit dem Río Cotacajes zum Río Alto Beni vereinigt.
Der Fluss fließt durch weitgehend menschenleeres Gebiet, er liegt im Municipio Morochata in der Provinz Ayopaya und bildet über weite Strecken die Grenze zum östlich anschließenden Municipio Villa Tunari in der Provinz Chapare.